# Florian Bruns
Florian Bruns (Oldenburg, 21 agosto 1979) è un allenatore di calcio ed ex calciatore tedesco, di ruolo centrocampista.

## Carriera

### Giocatore

#### Club
In carriera ha giocato complessivamente 74 partite nella prima divisione tedesca e 212 partite nella seconda divisione tedesca, oltre a 4 partite in Coppa UEFA.

#### Nazionale
Ha giocato nella nazionale tedesca Under-21.

### Allenatore
Ha lavorato come vice allenatore per Werder Brema e Friburgo nella prima divisione tedesca.

## Palmarès

### Giocatore

#### Competizioni nazionali
- Campionato tedesco di seconda divisione: 1

Friburgo: 2002-2003